# Ігор Будан
Ігор Будан (хорв. Igor Budan, нар. 22 квітня 1980, Рієка) — хорватський футболіст, що грав на позиції нападника. По завершенні ігрової кар'єри — спортивний функціонер.
Виступав, зокрема, за клуби «Аталанта» та «Парма», а також національну збірну Хорватії.

## Клубна кар'єра
Народився 22 квітня 1980 року в місті Рієка. Вихованець футбольної школи клубу «Рієка». Дорослу футбольну кар'єру розпочав 1997 року в основній команді того ж клубу, в якій провів два сезони, взявши участь у 33 матчах чемпіонату. 
Згодом з 1999 по 2003 рік грав у складі команд «Венеція», «Емполі», «Беллінцона», «Палермо» та «Анкона».
Своєю грою за останню команду привернув увагу представників тренерського штабу клубу «Аталанта», до складу якого приєднався 2003 року. Відіграв за бергамський клуб наступні три сезони своєї ігрової кар'єри.
Протягом 2006 року захищав кольори клубу «Асколі».
У 2006 році уклав контракт з клубом «Парма», у складі якого провів наступні два роки своєї кар'єри гравця.  Більшість часу, проведеного у складі «Парми», був основним гравцем атакувальної ланки команди. У складі «Парми» був одним з головних бомбардирів команди, маючи середню результативність на рівні 0,4 гола за гру першості.
Протягом 2008—2013 років захищав кольори клубів «Палермо», «Чезена» та «Палермо».
Завершив ігрову кар'єру у команді «Аталанта», у складі якої вже виступав раніше. Повернувся до неї 2013 року, захищав її кольори до припинення виступів на професійному рівні у 2013.

## Виступи за збірні
У 1998 році дебютував у складі юнацької збірної Хорватії (U-19), загалом на юнацькому рівні взяв участь у 12 іграх, відзначившись одним забитим голом.
У 2007 році дебютував в офіційних матчах у складі національної збірної Хорватії.
У складі збірної був учасником чемпіонату Європи 2008 року в Австрії та Швейцарії.
Загалом протягом кар'єри в національній команді, яка тривала 2 роки, провів у її формі 6 матчів.
| Дата      | Місто   | Господарі            | Результат | Гості              | Турнір             | Голи | Примітки |
| --------- | ------- | -------------------- | --------- | ------------------ | ------------------ | ---- | -------- |
| 7-2-2007  | Рієка   | Хорватія             | 2 – 1     | Норвегія           | товариський матч   | -    | 62'      |
| 24-3-2007 | Загреб  | Хорватія             | 2 – 1     | Північна Македонія | Відбір до ЧЄ 2008  | -    | 80'      |
| 22-8-2007 | Сараєво | Боснія і Герцеговина | 3 – 5     | Хорватія           | товариський матч   | -    | 84'      |
| 26-3-2008 | Глазго  | Шотландія            | 1 – 1     | Хорватія           | товариський матч   | -    | 57'      |
| 24-5-2008 | Рієка   | Хорватія             | 1 – 0     | Молдова            | товариський матч   | -    | 62'      |
| 8-6-2008  | Відень  | Австрія              | 0 – 1     | Хорватія           | ЧЄ 2008 - 1-й етап | -    | 72'      |
| Усього    |         | Матчів               | 6         |                    | Голів              | 0    |          |